# La negra Ester
La negra Ester es un musical autobiográfico escrito en décimas en 1971 por el cantautor y folclorista chileno Roberto Parra Sandoval, miembro de la familia Parra. Posteriormente, fue llevado al teatro por Andrés Pérez en 1988, transformándose en la obra más vista en la historia del teatro chileno.

## Argumento

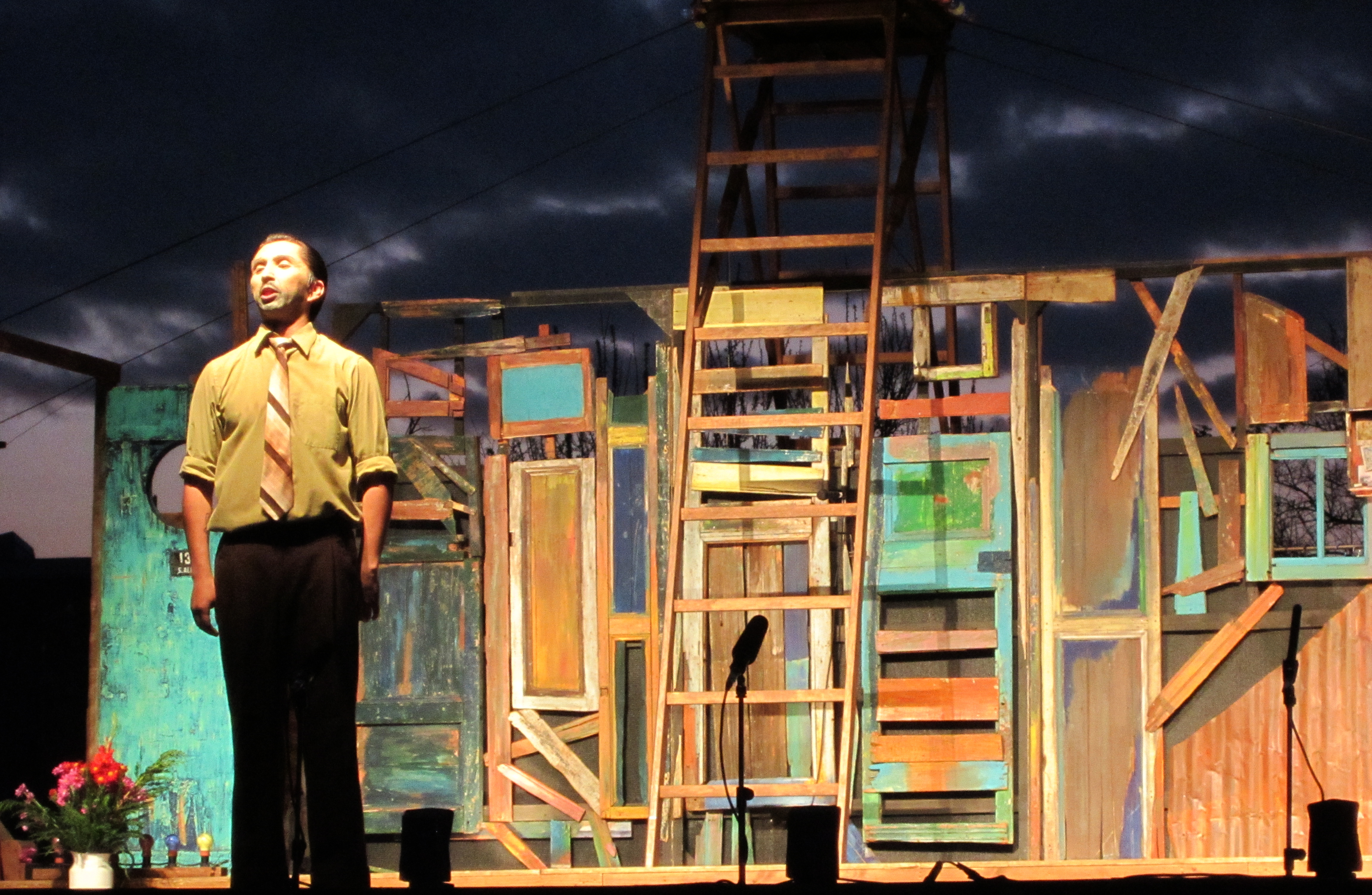
Roberto Parra representado en la versión teatral de La Negra Ester, basada en su libro homónimo. La imagen muestra una presentación de 2012

La obra gira en torno al personaje de Roberto, quien llega a la ciudad de San Antonio donde conoce a la "Negra" Ester, una popular prostituta del puerto, a la cual adora y describe con mucha pasión y encanto. En principio este amor no es correspondido, por lo que Roberto se lamenta y sufre al ver que ella no siente lo mismo por él. Luego de algunos momentos en que finalmente él logra conquistar el amor de la "Negra Ester", decide que esta mujer merece una mejor pareja y la abandona, dejándola muy triste. Más tarde Roberto recapacita y, aceptando estar enamorado de ella, decide reconquistarla. Sin embargo, se encuentra con la sorpresa que ella lo ha olvidado y dice haber encontrado su verdadero amor, un tal señor Barahona, con quien finalmente se casa.[cita requerida]

## Obra de teatro

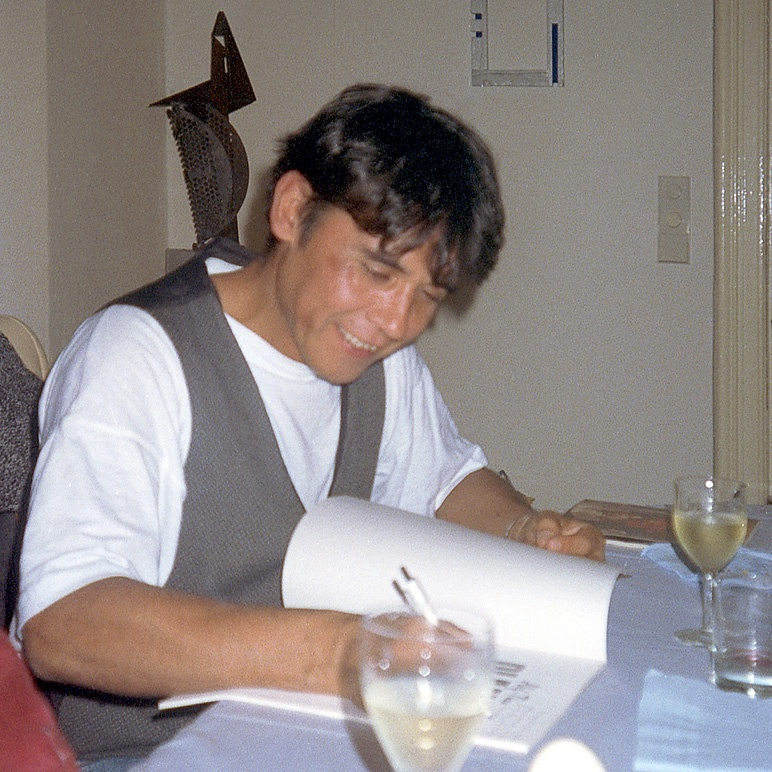
Andrés Pérez, director del Gran Circo Teatro y de la adaptación teatral de la obra.

En 1988, la compañía de teatro Gran Circo Teatro, fundada y dirigida por Andrés Pérez (1951-2002), adaptó las décimas de Roberto Parra a una obra teatral, protagonizada por Boris Quercia como Roberto, y Rosa Ramírez como la "Negra" Ester. El estreno se realizó el 9 de diciembre de 1988 en la comuna de Puente Alto, en Santiago de Chile, alcanzando insospechadamente los 600 espectadores. La obra fue acompañada por un grupo de músicos en vivo, inicialmente llamado La Regia Orquesta, que estuvo formada por Álvaro Henríquez, el líder de Los Tres; Cuti Aste y Jorge Lobos.[cita requerida]
Desde entonces, La negra Ester se ha convertido, junto con La pérgola de las flores y La muerte y la doncella, en uno de los montajes más importantes de la historia del teatro chileno, trascendiendo las fronteras del país.
Luego del fallecimiento de Andrés Pérez, la obra siguió presentándose, pasando la dirección a manos de su esposa Rosa Ramírez. Durante fines de 2011 y principios de 2012, la agrupación realizó una gira nacional de despedida, utilizando su elenco original y dando fin así a las presentaciones de la obra. No obstante, un nuevo elenco ha seguido presentándose desde entonces. 

### Reparto original

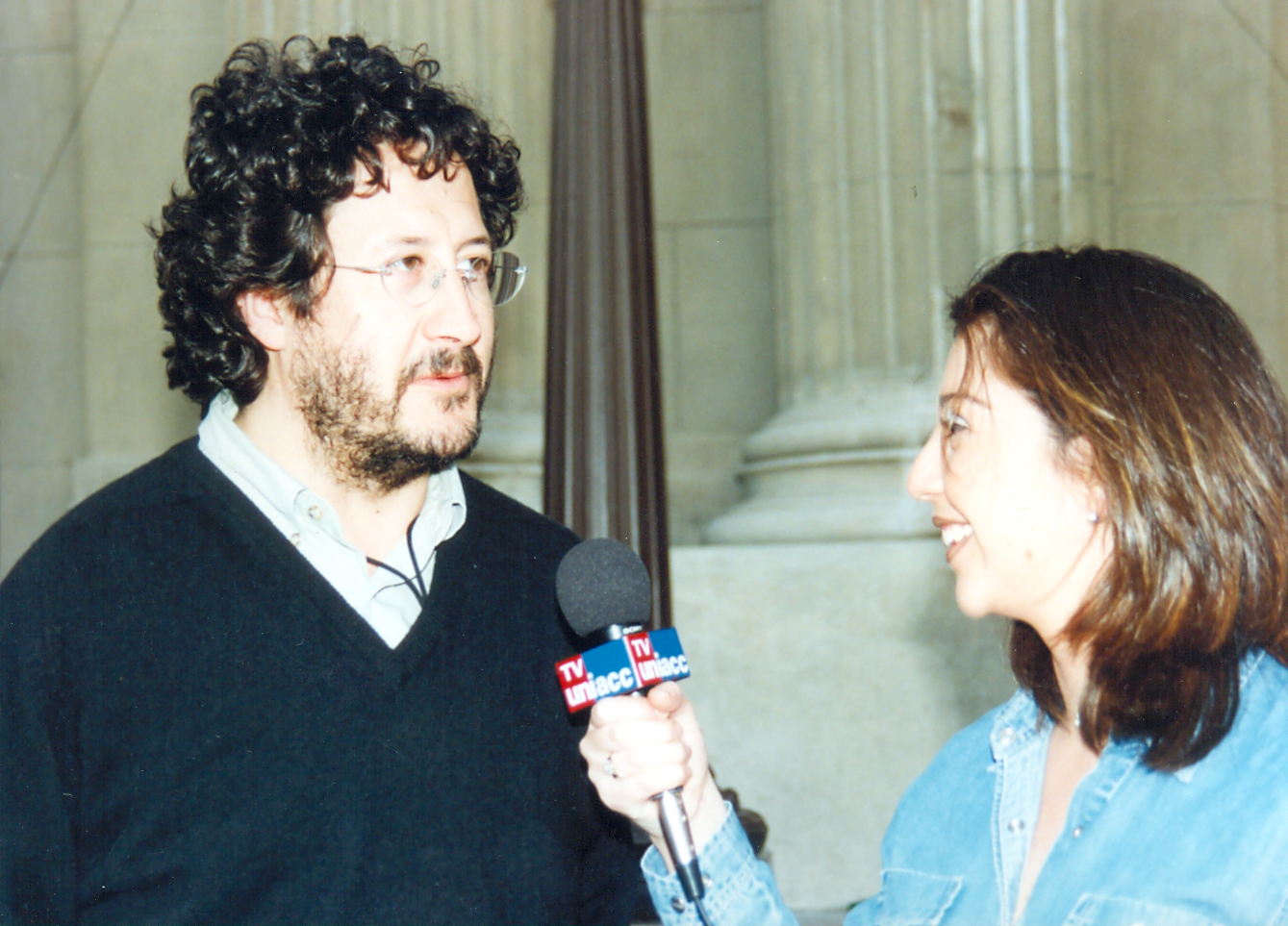
Willy Semler parte del elenco original de la obra.

El reparto original estuvo conformado de la siguiente manera:
- Rosa Ramírez (como la "Negra" Ester)
- Boris Quercia (como Roberto Parra)
- María Izquierdo (como la «japonesita»)
- Ximena Rivas (como Zulema)
- Pachi Torreblanca
- María José Nuñez
- Willy Semler (como Esperanza)
- Aldo Parodi
- Horacio Videla
- Alejandro Ramos

Músicos
- Cuti Aste
- Jorge Lobos M
- Álvaro Henríquez

### Nuevo reparto
Posteriormente hicieron reemplazos los actores Manuel Oyarzún, Roxana Campos (en reemplazo de Pachi Torreblanca), y Claudia Pérez (en reemplazo de Rosa Ramírez) septiembre de 2011. En septiembre de 2015 Micaela Sandoval, hija de Rosa Ramírez, asumió el rol de Ester.